# Nilson Group

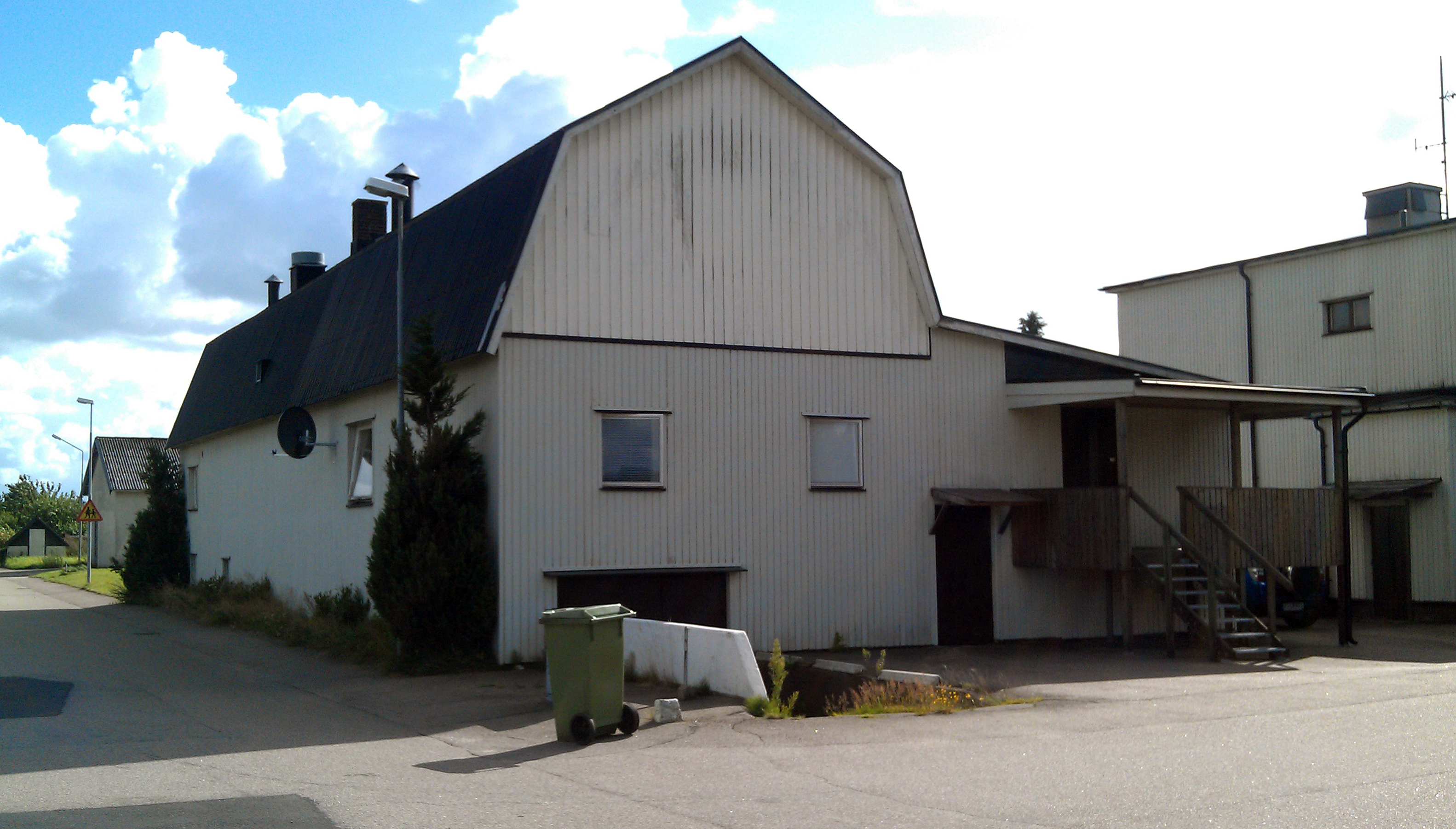
Byggnaden i Åskloster som Firma Skodon, eller Klostertoffeln, låg i, vilket senare kom att bli Nilson Group.

Nilson Group, av företaget skrivet NilsonGroup, är en svensk skokoncern med säte i Varberg. VD för NilsonGroup är sedan 2020 Magnus Nilsson. 

## Historia
NilsonGroup är ett familjeföretag som etablerades 1955, då företagets grundare och entreprenör Rolf Nilsson startade en liten enmansfirma i orten Åskloster utanför Varberg. 1959 gick den första inköpsresan till Italien. Idag är NilsonGroup en av Skandinaviens ledande skokoncern med ca 130 butiker i Sverige och Norge. 
Koncernens huvudkontor, med gemensam administration, ligger i Varberg. Kontor för inköpsverksamhet och produktutveckling finns dessutom i Kina. NilsonGroup sysselsätter idag mer än 900 personer.
Företaget driver kedjorna Din Sko och Skopunkten. 
Fram till utgången av 2022 drev Nilson Group även kedjan Nilson shoes.